# 김형준 (1970년)
김형준(1970년 4월 29일 - )은 대한민국의 법률가이다. 사법연수원 25기 수료 후 검사로 임용되어 2016년까지 검사로 재직하였다. 서울대학교 경영학과 출신으로 2006년 서울중앙지검 금융조세조사1부, 2007년 삼성특별수사감찰본부 등 경제 사건 전담 부서에서 주로 일했고 2009년 외교부 UN대표부 법무협력관으로 파견 근무를 하기도 했다. 제18대 국회 후반기 국회의장 박희태의 사위로, 뇌물을 받은 혐의로 구속기소되어 2016년 11월 검사직에서 해임되었다.

## 학력
- 1989 ~ 1994: 서울대학교 경영학과 학사
- 1994 ~ 1999: 서울대학교 법과대학원 석사
- 2003 ~ 2006: 서울대학교 법과대학원 박사과정 수료

## 경력
- 1993년: 제35회 사법시험 합격
- ~ 2001년 2월: 수원지방검찰청 형사1부 검사
- 2003년 8월 ~ 2006년 8월: 법무부 국제법무과 검사
- 2006년 8월 ~ 2009년 2월: 서울중앙지방검찰청 금융조세조사제1부 검사
- 2009년 2월 ~ 2011년 8월: 유엔 대한민국대표부 법무협력관
- 2011년 8월 ~ 2012년 7월: 대검찰청 범죄정보2담당관 부장검사
- 2012년 7월: 인천지방검찰청 외사부 부장검사
- 2014년 1월 ~ 2015년 2월: 울산지방검찰청 형사2부 부장검사
- 2015년 2월: 서울남부지방검찰청 증권범죄합동수사단 단장
- ~ 2016년 1월: 서울중앙지방검찰청 외사부 부장검사
- 2016년 1월: 예금보험공사 금융부실책임조사본부 본부장 파견
- 2016년 9월 ~ : 서울고등검찰청